# Charles McGraw
Charles McGraw, född 10 maj 1914 i Des Moines, Iowa, död 30 juli 1980 i Studio City, Kalifornien, var en amerikansk skådespelare främst känd för sina roller inom film noir-genren.

## Uppväxt och starten på karriären
McGraw föddes som Charles Butters i Des Moines, Iowa. Familjen flyttade till Ohio när McGraw var i femårsåldern och där blev han förälskad i film när han arbetade på en biograf i sin ungdom. Han flyttade under 1930-talet till New York för att försöka slå sig in som skådespelare (nu under sin mors efternamn) och fick tidigt roller i mindre teateruppsättningar och även små roller i B-filmer såsom The Undying Monster (1942) och The Mad Ghoul (1943).

## Karriär
Efter att ha deltagit i kriget återvände McGraw till filmerna, han slog nu igenom som en av lönnmördarna i RKO:s succé Hämnarna (1946). Efter detta följde en lång rad karaktärsroller, han var bland annat den tuffa polisen i Mord på tåg 63 (1952) och Kirk Douglas gladiatortränare i Spartacus (1960). McGraw medverkade även i TV-serier och hade huvudrollen i den kortlivade Adventures of Falcon som sändes i 39 avsnitt mellan 1954 och 1955 och gjorde inhopp i serier, bland annat The Man From U.N.C.L.E och The Mod Squad.
McGraw hade tidigt problem med spriten och när karriären började ta slut så var det dit han vände sig; hans fru och dotter bröt kontakten med honom och han blödde ihjäl efter att ha fallit genom en glasdörr 30 juli 1980.

## Filmografi i urval
- 1943 – The Mad Ghoul
- 1944 – Bedragaren
- 1946 – Hämnarna
- 1947 – Lång natt
- 1948 – Blod på månen
- 1949 – Skräcknätter i Paris
- 1949 – The Threat
- 1950 – Jagad av radiopolisen
- 1950 – Farlig väg
- 1951 – Polisspärr
- 1952 – Mord på tåg 63
- 1952 – En minut före noll
- 1953 – Texas i uppror
- 1954 – Loophole
- 1955 – Broarna vid Toko-Ri
- 1956 – Destination okänd
- 1957 – Mord på 10:e gatan
- 1957 – En kula för mycket
- 1958 – Kedjan
- 1959 – Fångad i nätet
- 1959 – Äventyraren från Rio Grande
- 1960 – Spartacus
- 1960 – Cimarron
- 1963 – Fåglarna
- 1964 – Nightmare in Chicago
- 1967 – Med kallt blod
- 1968 – Häng dom högt
- 1969 – Natt utan vittnen
- 1971 – Johnny Got His Gun
- 1972 – Mörklagt för mord
- 1975 – A Boy and His Dog
- 1976 – Mördaren inom mig
- 1976 – Perilous Voyage
- 1977 – Raketbas 3